# Moosach
Moosach er en kommune i Landkreis Ebersberg i Regierungsbezirk Oberbayern i den tyske delstat Bayern. Den er en del af Verwaltungsgemeinschaft Glonn.

## Geografi
Kommunen ligger i et morænelandskab i 500 meters højde , hvor også søen Steinsee ligger; den er en meget brugt badesø for befolkningen i München. Ikke langt derfra ligger den fredede Kitzlsee.
Til Moosach hører en lang række landsbyer og bebyggelser: Falkenberg (med Reiterhof og Biergarten), Baumhau, Niederseeon (Reiterhof), Oberseeon, Altenburg og Berghofen.
- St. Bartholomäus i Moosach
- Mariakirken i Altenburg